# عبد الوهاب بوحديبة
عبد الوهاب بوحديبة ولد في 13 أغسطس 1932 في القيروان وتوفي في 17 ديسمبر 2020، هو أكاديمي وعالم اجتماع وعالم إسلاميات تونسي. ترأس وشغل عضوية العديد من المؤسسات البحثية والعلمية التونسية والعربية والدولية.

## السيرة الذاتية

### المسار العلمي
بعد دراسته في المدرسة الصادقية وفي معهد جانسون دي سايلي في باريس، واصل بوحديبة تعليمه في السوربون في مجال الدراسات الفلسفية والأدبية أين تحصل على شهادة التبريز في الفلسفة سنة 1959، ثم في 1972 تحصل على دكتوراه دولة لأطروحته التي تحمل عنوان «الإسلام والجنس» (Islam et sexualité)، نشرت في 1975 تحت عنوان «الجنس في الإسلام» (La sexualité en islam).

كان عبد الوهاب بوحديبة أستاذا في جامعة تونس، ومديرا لقسم علم الاجتماع في كلية العلوم الإنسانية والاجتماعية بتونس، ومديرا عاما لمركز الدراسات والبحوث الاقتصادية والاجتماعية بتونس بين 1972 و1992، ومديرا عاما مساعدا للمنظمة العربية للتربية والثقافة والعلوم بين 1991 و1994 وعضو المجلس الإسلامي الأعلى، وعضو المكتب التنفيذي لمنظمة الأمم المتحدة للتربية والعلم والثقافة (يونسكو).

كان كذلك أستاذا زائرا في المعهد الجامعي العالي للدراسات الدولية (جامعة جنيف)، وعضو المجلس العلمي للمؤسسة الوطنية للترجمة والتحقيق والدراسات، والمدرسة التونسية للفلسفة ومجمع اللغة العربية بالقاهرة ومجمع اللغة العربية بدمشق ونائب رئيس الأكاديمية الأوروبية للعلوم والفنون ورئيس المجمع التونسي للعلوم والآداب والفنون (بيت الحكمة) بين 1995 و2010 ثم عضوه الشرفي منذ 2012 حتى وفاته.

### الأفكار
كباحث في علم الاجتماع ومتخصص في الحضارة الإسلامية، يدافع عبد الوهاب بوحديبة عن إسلام متجدد في عصره، ويعتقد أن قراءة صارمة ومتشددة للقرآن لا يمكن أن تؤدى إلا للعنف ورفض الآخر والتعصب والإرهاب. 

منتقدا الخطاب الرجعي، يعتقد عبد الوهاب بوحديبة أن هذه الأيديولوجية لن تقود أولئك الذين يتبنونها إلى أي مكان، وأنهم ليس لديهم مستقبل في العالم العربي الإسلامي. لمواجهة هذا المنظور، يقترح بوحديبة دمج القيم الكونية في تفسير القرآن.

### الحياة الخاصة
ابنه هو عالم السكان وعالم الاجتماع سفيان بوحديبة.

## الجوائز والتشريفات
الأوسمة
- الصنف الثالث من وسام الجمهورية (تونس)، 1969.
- الصنف الثاني من الوسام الوطني للاستحقاق (تونس)، 1996.
- رتبة ضابط في وسام الفنون والآداب الفرنسي، 1998.

الجوائز
- جائزة اليونسكو الشارقة للثقافة العربية، 2004.[7]
- جائزة ابن خلدون لتشجيع البحوث في العلوم الإنسانية في البحر الأبيض المتوسط، 2015.[8]
- جائزة الطاهر الحداد للبحوث في الإنسانيات، 2018.[9]

## المنشورات
نشر عبد الوهاب بوحديبة أكثر من 22 كتابا باللغتين الفرنسية والعربية، كما أدار عدة أعمال بحثية وعلمية صادرة عن مؤسسة بيت الحكمة.